# معاهدة السلام بين مصر وإسرائيل

خريطة لمناطق (A،B وC) المحددة في معاهدة السلام المصرية الإسرائيلية 1979
المنطقة Aوالتي يسمح فيها بتواجد قوات مشاة مصريةقسم الآلية التي يسمح فيه ب 22 ألف جندي
المنطقة Bيسمح لمصر بحد أقصى أربعة كتائب لدعم الشرطة المدنية
المنطقة Cمقصودة لقوات حفظ السلام التابعة للأمم المتحدةوشرطة.
المنطقة Dيسمح فيها بتواجد أربع كتائب مشاة إسرائيلية
منطقة/موقع لقوات الأمم المتحدة

معاهدة السلام المصرية الإسرائيلية وقعت في واشنطن العاصمة بالولايات المتحدة في 26 مارس 1979 في أعقاب اتفاقية كامب ديفيد لعام 1978، ووقَّع عليها الرئيس المصري أنور السادات ورئيس الوزراء الإسرائيلي مناحم بيغن، وشهدها رئيس الولايات المتحدة جيمي كارتر. أحدثت المعاهدة غضب واسع في أوساط العالم العربي بما في ذلك محلياً لأنها أخرجت مصر من معادلة الصراع العربي الإسرائيلي.

## التاريخ
وقعت معاهدة السلام بين مصر وإسرائيل بعد 16 شهرا من زيارة الرئيس المصري أنور السادات لإسرائيل في عام 1977 بعد مفاوضات مكثفة، وكانت السمات الرئيسية للمعاهدة الاعتراف المتبادل، ووقف حالة الحرب التي كانت قائمة منذ الحرب العربية الإسرائيلية عام 1948 وتطبيع العلاقات وسحب إسرائيل الكامل لقواتها المسلحة والمدنيين من شبه جزيرة سيناء التي كانت احتلتها إسرائيل خلال حرب الأيام الستة في عام 1967، ووافقت مصر على ترك المنطقة منزوعة السلاح، وينص الاتفاق أيضا على حرية مرور السفن الإسرائيلية عبر قناة السويس والاعتراف بمضيق تيران و‌ خليج العقبة ممراتٍ مائية دولية، وكان الإتفاق قد جعل مصر أول دولة عربية تعترف رسميا بإسرائيل.

## الامتثال

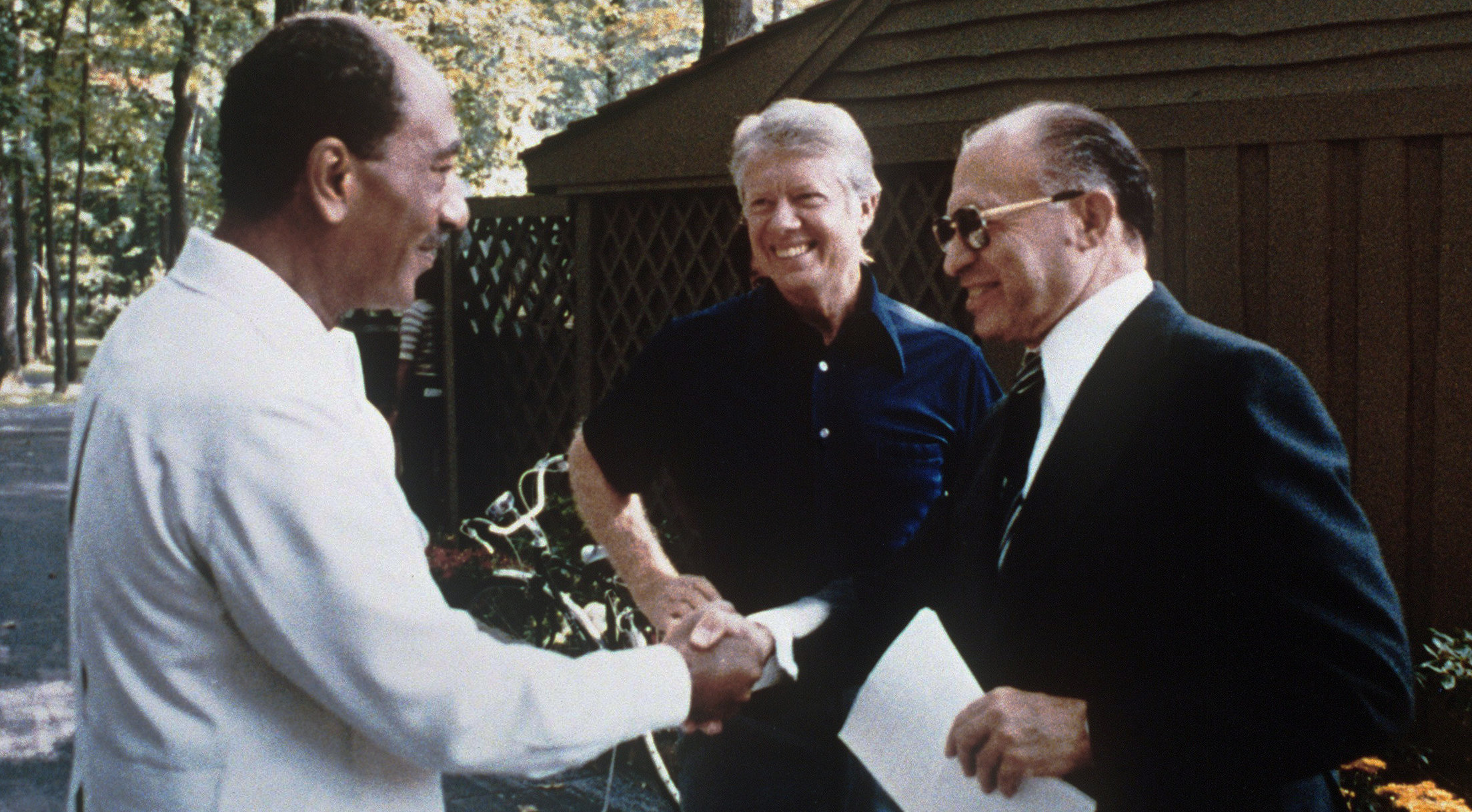
مناحم بيغن، جيمي كارتر وأنور السادات في كامب ديفيد، 1978.

### التطبيع
دخل تطبيع العلاقات بين إسرائيل ومصر حيز النفاذ في يناير 1980. وتم تبادل السفراء في فبراير. وقد ألغيت قوانين المقاطعة من قبل البرلمان المصري في الشهر نفسه، وبدأت بعض التجارة تتطور، وإن كانت أقل مما كانت تأمل إسرائيل فيه. وفي مارس 1980 تم تدشين رحلات جوية منتظمة. كما بدأت مصر بإمداد إسرائيل بالنفط الخام.

### تجريد سيناء من السلاح
في 18 مايو 1981، أوضح رئيس مجلس الأمن التابع للأمم المتحدة أن الأمم المتحدة لن تكون قادرة على توفير قوة مراقبة، بسبب تهديد الاتحاد السوفيتي باستخدام حق النقض ضد الاقتراح. ونتيجة لهذا المأزق، فتحت مصر وإسرائيل والولايات المتحدة مفاوضات لإقامة منظمة لحفظ السلام خارج إطار الأمم المتحدة. وفي 3 أغسطس 1981، تم التوقيع على بروتوكول معاهدة السلام، الذي أنشأ القوة المتعددة الجنسيات والمراقبين (MFO). وترصد قوة المراقبة هذه كلا الطرفين لضمان الامتثال للمعاهدة.

### تعديل بنود الأتفاقية
في 10 نوفمبر 2021، أعلنت مصر رسميا عن تعديل بنود اتفاقية دولية أمنية مع إسرائيل، لتعزيز التواجد المصري في المنطقة الحدودية برفح، مما يعزز الأمن طبقًا للمستجدات والمتغيرات، بحسب ما نشر المتحدث العسكري المصري، العقيد أركان حرب غريب عبد الحافظ.

وقال المتحدث العسكري المصري: 
«نجحت اللجنة العسكرية المشتركة بناءً على الاجتماع التنسيقي مع الجانب الإسرائيلي، في تعديل الاتفاقية الأمنية، بزيادة عدد قوات حرس الحدود وإمكاناتها بالمنطقة الحدودية في رفح».

### آلية الأنشطة المتفق عليها
تتضمن معاهدة السلام نصا يطلق عليه آلية الأنشطة المتفق عليها والتي تسمح لمصر وإسرائيل بتغيير ترتيبات القوات المصرية في سيناء دون الاضطرار إلى إعادة النظر رسميا في المعاهدة نفسها. وقد سمحت إسرائيل لمصر بنشر قوات في وسط وشرق سيناء بسبب المخاوف الأمنية المتبادلة، مثل وجود جماعات مسلحة جهادية في هذه المناطق. ويتم تنسيق هذه التعديلات من خلال القوة المتعددة الجنسيات.
في يناير 2011، وخلال احتجاجات واسعة النطاق من جانب المصريين ضد حكومتهم، وافقت إسرائيل على السماح لمصر بنقل عدة مئات من الجنود إلى شبه جزيرة سيناء للمرة الأولى منذ توقيع معاهدة السلام. بموافقة إسرائيل، نقلت مصر كتيبتين، حوالي 800 جندي، إلى منطقة شرم الشيخ في أقصى جنوب سيناء، بعيدا عن إسرائيل.
في أغسطس 2012، وافقت إسرائيل على تمكين مصر من نشر قوات إضافية، بما في ذلك مروحيات هجومية، في شمال سيناء لمحاربة المسلحين الذين نفذوا هجوم على حرس الحدود المصري والذي أسفر عن مقتل 16. في وقت لاحق من ذلك الشهر، نقلت مصر أسلحة ثقيلة إضافية إلى المنطقة المجردة من السلاح دون موافقة إسرائيل، في انتهاك لشروط معاهدة السلام. وقالت مصر أن نشر هذه القوات والأسلحة يتماشى مع الاتفاقات التي تم التوصل إليها مع إسرائيل في عام 2011. وأفيد بأن إسرائيل طلبت من الولايات المتحدة التوسط في هذا النزاع. وبعد ذلك بقليل، أفيد بأن وزير الدفاع المصري عبد الفتاح السيسي أكد لنظيره الإسرائيلي، إيهود باراك، أن مصر ملتزمة بالحفاظ على معاهدة كامب ديفيد للسلام لعام 1979 مع إسرائيل.
في يوليو 2013، بعد وقوع عدد من حوادث العنف في شبه جزيرة سيناء، وافقت إسرائيل على نشر قوات مصرية إضافية.

## رد الفعل الدولي
قوبلت هذه المعاهدة بجدل هائل في جميع أنحاء العالم العربي حيث أدينت واعتبرت طعنة في الظهر. على الرغم من انضمام السعودية إلى الدول المنددة بالمعاهدة فقد كانت تدعم بسرية جهود كارتر. ثلاثة زعماء عرب امتنعوا علانية عن إدانة خطوة أنور السادات وهم عاهل المغرب و‌النميري رئيس السودان وسلطان عمان قابوس. وكان الشعور بالغضب قويا بوجه خاص بين الفلسطينيين، مع قول زعيم منظمة التحرير الفلسطينية، ياسر عرفات: «دعهم يوقعون ما يحلو لهم. السلام المزيف لن يدوم». من ناحية أخرى، قادت المعاهدة كلا من الرئيس المصري أنور السادات ورئيس الوزراء الإسرائيلي مناحيم بيغن لتقاسم جائزة نوبل للسلام عام 1978 لإحلال السلام بين الدولتين. ومع ذلك، ونتيجة للمعاهدة، علقت عضوية مصر من الجامعة العربية في الفترة 1979–1989، و‌اغتيل السادات في 6 أكتوبر 1981 علي يد أفراد من جماعة الجهاد الإسلامي المصرية.

## الآثار المترتبة
لقد استمر السلام بين مصر وإسرائيل منذ دخول المعاهدة حيز التنفيذ، وأصبحت مصر شريكا إستراتيجيا هاما لإسرائيل. وقد ذكر بنيامين بن إليعازر، وزير الدفاع الإسرائيلي الأسبق المعروف بعلاقته الوثيقة بالمسؤولين المصريين، أن «مصر ليست أقرب صديق لنا في المنطقة فحسب، وأن التعاون بيننا يتجاوز الإستراتيجي.»
وكجزء من الاتفاق، بدأت الولايات المتحدة تقديم المساعدات الاقتصادية والعسكرية لمصر، والمساندة السياسية لحكوماتها اللاحقة. ومنذ اتفاقات كامب ديفيد للسلام في عام 1978 حتى عام 2000، قامت الولايات المتحدة بتقديم الدعم للقوات المسلحة المصرية بمساعدة تزيد قيمتها على 38 مليار دولار. وتتلقى مصر حوالي 1.3 مليار دولار سنويا.
ومع ذلك، كثيرا ما يوصف السلام بأنه «سلام بارد»، حيث يشكك الكثيرون في مصر حول فعاليته. وقد حافظ الصراع العربي الإسرائيلي على العلاقات باردة. في عام 2008، أجرى الجيش المصري مناورات محاكاة عسكرية ضد «عدو» إسرائيل.
وقد أدت الثورة المصرية في عام 2011 إلى مخاوف في إسرائيل بشأن مستقبل المعاهدة، رغم أن رئيس الوزراء الإسرائيلي بنيامين نتانياهو ذكر أنه يتوقع أن تحتفظ أي حكومة مصرية جديدة بمعاهدة السلام مع إسرائيل، لأنها خدمت كلا البلدين بشكل جيد. وبعد أن تولى الجيش المصري السلطة في 11 فبراير 2011، أعلن أن مصر ستواصل الالتزام بجميع معاهداتها الدولية والإقليمية. بيد أن، أيمن نور، وهو شخصية مؤثرة في المعارضة المصرية، ومرشح محتمل للرئاسة، دعا إلى «إعادة تقييم» معاهدة سلام القاهرة مع إسرائيل. وفي 15 سبتمبر 2011، قال رئيس الوزراء المصري آنذاك عصام شرف أن «اتفاق سلام مع إسرئيل ليس مقدسا». وقال رشاد البيومي، نائب المرشد العام، لجماعة الإخوان المسلمين، أنهم لن يعترفوا بإسرائيل وأنه يمكن طرح المعاهدة للاستفتاء، مشددا على أنهم في الوقت الذي يحترمون فيه جميع اتفاقياتهم الدولية، «كان لديهم الحق في إعادة النظر في اتفاق السلام» وأن الشعب المصري «لم يتحدثوا بعد عن ما في بالهم». وكان ممثلو الجماعة قد أبلغوا الدبلوماسيين الأمريكيين بأنهم لا يعتزمون إلغاء المعاهدة.
معالجا المخاوف الإسرائيلية في 7 يونيو 2014، تعهد الرئيس المصري عبد الفتاح السيسي بمواصلة السلام مع إسرائيل.

## وصلات خارجية
- نص المعاهدة، على موقع وزارة الخارجية المصرية
- Crisis hurts Israeli-Egypt ties Sally